# Metzerlen-Mariastein
Metzerlen-Mariastein (toponimo tedesco; fino al 2002 Metzerlen) è un comune svizzero di 910 abitanti del Canton Soletta, nel distretto di Dorneck.

## Geografia fisica
È uno dei comuni della valle di Leimental.

## Monumenti e luoghi d'interesse
Vi sorge l'abbazia di Mariastein.